# Navy-Marine Corps Memorial Stadium
Navy–Marine Corps Memorial Stadium es un estadio ubicado en el campus deportivo de la Academia Naval de los Estados Unidos en la ciudad de Annapolis, Maryland, fue inaugurado en 1959 y sirve como el estadio local de los equipos de fútbol americano universitario y lacrosse de Navy Midshipmen (Guardiamarinas de la Armada de los Estados Unidos). El estadio tiene una capacidad para albergar a 34 000 espectadores.
El estadio albergó seis partidos de fútbol como parte de los Juegos Olímpicos de Los Ángeles 1984.

## Juegos Olímpicos de Los Ángeles 1984
- Fútbol en los Juegos Olímpicos de Los Ángeles 1984

| Fecha               | Equipo     | Resultado | Equipo     | Fase    | Asistencia |
| ------------------- | ---------- | --------- | ---------- | ------- | ---------- |
| 29 de julio de 1984 | Francia    | 2–2       | Catar      | Grupo A | 29,240     |
| 30 de julio de 1984 | Yugoslavia | 2–1       | Camerún    | Grupo B | 15,010     |
| 31 de julio de 1984 | Chile      | 1–0       | Catar      | Grupo A | 14,508     |
| 1 de agosto de 1984 | Yugoslavia | 1–0       | Canadá     | Grupo B | 20,000     |
| 2 de agosto de 1984 | Chile      | 1–1       | Francia    | Grupo A | 28,114     |
| 3 de agosto de 1984 | Irak       | 2–4       | Yugoslavia | Grupo B | 24,430     |